# Velká Rača
Velká Rača (slovensky Veľká Rača, polsky Wielka Racza) je nejvyšší slovenský vrch Kysuckých Beskyd (1236 m n. m.). Velkou část pokrývá národní přírodní rezervace vyhlášená v roce 1976. Vrcholem hory prochází státní hranice Slovenska a Polska. Hned za hranicemi národní přírodní rezervace se nachází zimní i letní sportovní středisko. Při dobrém počasí poskytuje výhledy na Moravskoslezské Beskydy, Pilsko, Babiu horu (1725 m n. m.), vrchy Malé Fatry (např. Velký Rozsutec) nebo na Roháče.

## Ochrana přírody
Národní přírodní rezervace byla vyhlášena v roce 1976 a má rozlohu 313 hektarů. Zasahuje do katastrálních území Klubina, Oščadnica, Stará Bystrica a Zborov nad Bystricou. Předmětem ochrany jsou lesní společenstva bukových jedlin. Vyskytují v ní také pseudokrasové jevy (Malá a Veľká skalná diera), na území Kysuc ojedinělé. 

## Turistika
Velká Rača je nejlépe přístupná z obce Oščadnica, respektive z rekreačního střediska Dedovka. Výstup trvá přibližně dvě hodiny. Blízko vrcholu se na polské straně nalézá turistická chata. Vystoupit na Velkou Raču je možné i z dalších vesnic, jako je Zborov nad Bystricou a Stará Bystrica, nebo i z Polska.
Velká Rača patří mezi moderně vybavená lyžařská centra na Slovensku. Jsou na ní v provozu celkem tři sedačkové lanovky, pro potřeby běžců na lyžích slouží Kysucká lyžařská magistrála. V létě funguje lanová a bobová dráha, trampolíny, lezecká stěna a další sportovní zařízení.